# Фетчер, Райнер
Райнер Фетчер (нем. Rainer Fetscher, имя при рождении нем. René Felix Fetscher; 26 октября 1895, Вена — 8 мая 1945, Дрезден) — немецкий врач-генетик и евгенист, профессор; член штурмовых отрядов (СА), выступал за «евгеническую стерилизацию», по социальным, но не по расовым причинам; отец политолога Иринга Фетчера, относящегося ко «второму поколению» неомарксистской Франкфуртской школы.

## Биография
Райнер Фетчер родился в семье вюртембергского купца Эмиля Фетчер. В 1914 году Райнер начал изучать медицину в Венском университете, однако уже в ноябре 1914 года ушёл на фронт Первой мировой войне добровольцем — служил до 1918.
В декабре 1918 года Фетчер продолжил свои медицинские исследования в Тюбингенском университете. В 1921 году он получил лицензию на врачебную практику и стал кандидатом наук, защитив диссертацию на тему «О наследственности врожденной косолапости» (Über die Vererblichkeit des angeborenen Klumpfußes). Несколько месяцев Фетчер работал медицинским практикантом в больнице «Katharinenhospital» в Штутгарте. В 1923 году он стал доктором наук и начал преподавать в Институте социальной гигиены (Hygiene-Institut allgemeine und soziale Hygiene); с 1925 по 1927 год работал в Педагогическом институте при Дрезденском университете.
В 1928 году Райнер Фетчер стал экстраординарным профессором гигиены на факультете математики и естественных наук в Дрездене. После прихода к власти национал-социалистов, Фетчер стал членом штурмовых отрядов (1934). 11 ноября 1933 года он был среди более 900 ученых и преподавателей немецких университетов и вузов, подписавших «Заявление профессоров о поддержке Адольфа Гитлера и национал-социалистического государства». Фетчер выступал за «евгеническую стерилизацию», по социальным, но не по расовым причинам. По состоянию на 1942 год, он считался «очень дружелюбным к евреям».
Райнер Фетчер был убит 8 мая 1945 года: по состоянию на 2018 год, точные обстоятельства его смерти не ясны. По одним сведения Фетчер был убит солдатами СС, по другим — застрелен советскими солдатами.

## Работы
- Zur Frage der Knabenziffer beim Menschen. Hygien. Inst. d. Techn. Hochsch, Dresden 1923.
- Grundzüge der Erblichkeitslehre. Dt. Verlag für Volkswohlfahrt, Dresden 1924; 2. Auflage. , Dresden 1929.
- Grundzüge der Rassenhygiene. Deutscher Verlag f. Volkswohlfahrt, Dresden 1924.
  - Grundzüge der Eugenik. 2. Auflage. Dt. Verlag für Volkswohlfahrt, Dresden 1929.
- (Hrsg.): Gesundheitspaß. Beltz, Langensalza u.a 1925.
- Über den Austausch von Gesundheitszeugnissen vor der Ehe. Charlottenburg 1926.
- Vererbung und Alkohol. Vortrag gehalten im Lehrgang gegen den Alkoholismus zu Merseburg am 14. Dez.1925 /Von Priv.Doz:Dr. med. Rainer Fetscher. Bezirksausschuß zur Abwehr des Alkoholismus, Merseburg 1926.
- Abriß der Erbbiologie und Eugenik. Salle, Berlin 1927.
- Archiv für Rassenbilder. J.F. Lehmanns Verlag, München 1927.
- Grundzüge der Erblichkeitslehre. J.F. Lehmanns Verlag, München 1927.
- Aufgaben und Organisation einer Kartei der Minderwertigen. In: Mitteilungen der Kriminalbiologischen Gesellschaft, Jg. 1, 1928, S. 55-62.
- Bericht über die Ehe- und Sexualberatungsstelle Dresden für 1927. München 1928.
- Der Geschlechtstrieb. Einführung in die Sexualbiologie unter besonderer Berücksichtigung der Ehe. Reinhardt, München 1928.
- Vererbung und Kriminalität. Berlin 1928.
- u. a.: Zwischen Naturwissenschaft und Geschichte. Vorträge der Abteilung XIII b der 89. Versammlung deutscher Naturforscher und Ärzte in Düsseldorf 1926. Zentralstelle für Dt. Personen- und Familiengeschichte, Leipzig 1928.
- Sozialhygiene und Krankenversicherung. Dresden 1930.
- mit Otto Huntemüller: Der gesunde Mensch. Hygiene. Lutz, Stuttgart 1930.
- mit Adolf Thiele: Praxis der Eheberatung. Schriftleitung der Blätter f. Wohlfahrtspflege, Dresden 1931.
- Bearbeiter von August Forel: Die sexuelle Frage. 16. Auflage. Reinhardt, München 1931.
- Rainer Fetscher: Die wissenschaftliche Erfassung der Kriminellen in Sachsen. In: in Monatsschrift für Kriminalpsychologie und Strafrechtsreform, Jg. 23 1932, S. 321—335.
- Der Stand und die Zukunft der Eheberatung in Deutschland. Berlin, Leipzig 1933.
- Erbbiologie und Staat. Frankfurt am Main, Berlin 1933.
- Rassenhygiene. Eine erste Einführung für Lehrer. Dürr, Leipzig 1933.
- mit Agnes Bluhm: Die Alkoholfrage in der Erbforschung. Zwei Aufsätze. Neuland-Verlag, Berlin 1934; 2. Auflage. Berlin 1941.
- Abriss der Erbbiologie und Rassenhygiene. 2. Auflage. Salle, Frankfurt am Main 1934.
- Zur Erbprognose der Kriminalität. Leipzig 1934.
- Über männliche Sterilität. Urban & Schwarzenberg, Berlin, Wien 1935.
- Gedichte. (Für Freunde gesammelt). [Rat d. Landkreises Grossenhain, Abt. Gesundheitswesen], Zabeltitz 1957.

## Семья
30 мая 1921 года в Марбахе Райнер Фетчер женился на Кларе Мюллер (1899—1987), которую он знал со времен работы в военном госпитале. В семье было трое детей, одним из которых был политолог Иринг Фетчер (1922—2014).